# Тернёзен (город)
Тернёзен (нидерл. и зел. Terneuzen) — город в провинции Зеландия (Нидерланды), административный центр общины Тернёзен. Тернёзен расположен на южном берегу Западной Шельды. Город связан с остальными Нидерландами туннелем Вестерсхелде, открывшемся в марте 2003.

## История
Впервые упоминается в 1325 году как порт на водном пути к Генту (современная Бельгия). В 1584 году Тернёзен получил статус города. До 1877 года часто упоминался как Нёзен.

## Транспорт
В настоящее время построен канал Гент-Тернёзен, напрямую соединивший два города. В 1872 году был соединён железнодорожной линией с городом Гент — Железная дорога 55. Порт Тернёзена — третий по величине в Нидерландах после Роттердама и Амстердама.

## Промышленность
На западной стороне канала Гент-Тернёзен расположен крупнейший за пределами Соединенных Штатов завод компании Dow Chemical.

## В культуре
Согласно роману «Корабль-Призрак» Фредерика Марриета, город считается домом Ван дер Декена, капитана Летучего Голландца, легендарного парусного корабля-призрака, не способного пристать к берегу и навечно обречённого бороздить океаны.

## Известные жители
- Сандра Рулофс — супруга президента Грузии Михаила Саакашвили.
- Клас де Фрис — композитор.